# Acacia viscosa
Acacia viscosa é uma espécie de leguminosa do gênero Acacia, pertencente à família Fabaceae.